# Locmaria-Grand-Champ
Locmaria-Grand-Champ (bret. Lokmaria-Gregarn) – miejscowość i gmina we Francji, w regionie Bretania, w departamencie Morbihan.
Według danych na rok 1990 gminę zamieszkiwało 615 osób, a gęstość zaludnienia wynosiła 44 osoby/km² (wśród 1269 gmin Bretanii Locmaria-Grand-Champ plasuje się na 770. miejscu pod względem liczby ludności, natomiast pod względem powierzchni na miejscu 703.).